# 典侍
典侍（ないしのすけ/てんじ）とは、律令制における官職で、内侍司（後宮）の次官（女官）。単に「すけ」とも呼ばれた。
長官は尚侍であったが、後に后妃化して設置されなくなったため、典侍が実質的に長官となった。准位では従四位であったが、実際には女叙位を受けて二、三位に昇る者も多かった。なお、「藤典侍」、「源典侍」や「大納言典侍」など、前に姓や父親の官職名を付けて称する者が多かった。

## 古代・中世の典侍
常に天皇に近侍し、天皇が別殿に渡御する際には剣璽を捧持するのが職掌であった。天皇の乳母（あるいは東宮宣旨）が任ぜられることも多く、その場合は即位後に行われる八十島神祭の御使となる例であった。また新帝に譲位の場合、剣璽を近衛次将に送るのも典侍の務めであったが（これを「送内侍（おくりないし）」といった）、これらの役職は後に掌侍の筆頭である勾当内侍が代わるようになった。
平安時代後期になると、摂関・大臣となる家が固定化し、一人の天皇に対し女御・更衣として正式に入内する女性の数が少なくなった。こうした中、正式な皇妃の身分ではない典侍や掌侍を含めた側近の女官・女房が、天皇の寵愛を受けてその子供を儲けることが多くなった。後三条天皇は典侍藤原行子・掌侍平親子を寵愛してそれぞれに男子を産ませたが、両者を女御・更衣などの正式な皇妃としなかった。白河天皇においても、この上なく愛した中宮・賢子の死後、もっぱら側近くに仕える女房を寵愛して、正式な妃の地位を与えることはなかった。堀河天皇は典侍仁子女王・藤原宗子との間に皇子女をもうけ、また『讃岐典侍日記』で知られる藤原長子とも性的な関係があったのではないかとされている。こうした側近の女官・女房から生まれた皇子の多くは幼くして出家したが、二条天皇と内裏女房の伊岐致遠女の間に生まれた六条天皇が即位したのをはじめ、正式な后妃に皇子がない場合や政治情勢により、天皇となることもあった。高倉天皇と典侍藤原殖子との間に生まれた後鳥羽天皇の即位により、生母殖子は女院となっている。鎌倉時代になると、天皇の乳母であったために任じられた女性のほかは、典侍はほとんど天皇の妻妾となった。
南北朝時代から安土桃山時代になると、典侍や掌侍になる女性が特定の公家出身者に固定化される一方、財政上の理由（立后の儀式の費用が無い、中宮職を維持する費用が無いなど）や、摂関の地位が持ち回りとなって外戚関係の有無によってその地位が影響されることが無くなったために摂家が自分の娘を立后することに消極的になったことから、天皇の正配（皇后・中宮・女御）及び同様の地位となった尚侍が立てられることがほとんどなくなった。このため、天皇に一番近くにいる女性となった典侍や掌侍が天皇の子供を儲け、その子供が天皇となることが珍しくなくなった。なお、後奈良天皇から後陽成天皇まで4世代連続で勧修寺流（勧修寺家・万里小路家）出身の典侍を生母としていることから、戦国時代には勧修寺・万里小路両家は娘を典侍として、代々の天皇の外戚となる家系であったとする説も存在している。

## 江戸末期までの典侍
江戸時代末期には宮中における高級女官の最上位であった。その典侍の中でも最上位に位置し、女官を統括する者は大典侍と称し、勾当内侍（長橋局）と並んで御所御常御殿の事務諸事一切を掌握した。
典侍は天皇の日常生活における秘書的役割を務める者（お清の女官）と、天皇の寵愛を受け皇子女を生む役割を持つ者がいた。安土桃山時代に近衛前子が後陽成天皇の女御となり、以後天皇の正配である女御の入内が再開されたが、女御（或いは冊立されて中宮）は基本的に一人であり、側室の役割は主に典侍が担った。そのため、江戸時代に即位した天皇の生母のほとんどは典侍である。女御・中宮となるのが摂家・宮家の女子であったように、女官も出身の一定の家格が決められており、典侍は羽林家、名家の中で上位の家格を持つ公家の女子がなった。清華家・大臣家は、摂家よりも下位、羽林家・名家よりも上位にあたるが、この家格は女御も典侍も出さなかった。
なお、典侍の定員は4名とされていたが、江戸時代後期において実際にはそれより多い場合があった。これは典侍が皇子女を生んだり病気になったりして典侍としての職務が不可能になった場合などに、典侍の人員を増やして実質4人体制を維持したためである。また、勾当掌侍の地位にあった者が高齢または引退・死去に先だって定員外の典侍に名誉的に昇進する例もあった。また、新天皇の即位時に大典侍もしくはそれに次ぐ典侍クラスの1・2名以外の典侍は退く（前天皇が生存（退位して上皇となる）の場合には仙洞御所に移り、死去（崩御）の場合には剃髪する）慣例が存在したため、新たに典侍に選ばれたものを補充して定員4名に戻すことが行われていた。

## 明治期以降の典侍
幕末まで公家の子女によって占有され、天皇に近侍することで宮廷で絶大な権勢を誇るようになっていた典侍をはじめとする女官であるが、明治新政府によって大改革が行われた。まず孝明天皇の典侍として宮中で1、2の権力を誇っていた典侍の広橋静子と高野房子を「其の権勢自ら後宮を圧し、皇后の懿旨と雖も行わざること往々あり」として罷免した。次に天皇の下に置かれていた典侍以下全ての女官を皇后の下に統一して移し、武家・華族の子女からも採用されるようになった。さらに后妃および女官の官職が整理され、再び典侍の上に尚侍が置かれたが、実質的に欠員のままであった。典侍はすべて典侍か権典侍とされ、大典侍や勾当内侍の職は廃された。また、明治時代、典侍や掌侍には、2文字の植物の候名とされた。例えば、柳原愛子は早蕨典侍、園祥子は小菊典侍といった。
採用基準は江戸末期までの身分制度に大きく依存し、大正初期の「宮城女官採用内規」には典侍、権典侍などの宮中上級女官の採用には「旧堂上旧諸侯華族子女のうちより選抜」とあり、華族であっても明治維新前の公家や大名家から選ぶことになっていた（ただし下級女官については能力によって、華族出身でなくても1代に限り出仕することが許されていた。その代表が岸田俊子、下田歌子である）。明治期における典侍の俸給は250円（当時の小学校教員の初任給は8円）、権典侍は200円であった。
明治時代、明治天皇と皇后美子との間に子女が生まれなかったこともあり、数人の典侍・権典侍が側室の役割を持った。天皇の生母となった最後の典侍は大正天皇の母・柳原愛子である。なお、皇后の行啓の供奉などの公式の場に出られるのは、お清の典侍・権典侍だけであった。また、英照皇太后の青山御所に仕える典侍も、お清であった。

### 職務
「宮城女官奉職心得書」には大正期までの典侍および権典侍の職務が規定されている。それによると典侍・権典侍の職務は、
- 天皇皇后に近侍し御前一切のことを掌る。
- 天皇皇后の腰より上に関わる服装、配膳、湯の奉仕をする。
- 女官の監督をする。
- 剣璽渡御の際、剣璽を捧持し勅任侍従に渡す。
- 賢所、皇霊殿などの神殿の祭典に皇后が礼拝できない場合に代わりを行う。
- 下賜、献上物がある場合の管理を行う。
- 皇族が天皇皇后を訪問する場合の取次ぎを行う。
- 納戸金の管理を行う。

などとされている。

## 典侍の廃止
大正天皇が一夫一妻制を実施したため、侍妾の役割を持つ典侍はなくなった。しかし事務女官としての典侍は存在し、最後の典侍となったのは大正15年6月に典侍に昇任した竹屋津根子（楊梅典侍）である。典侍・竹屋津根子、権典侍・清水谷英子を頂点とした大正天皇時代の女官は、天皇の崩御により、皇后宮職の女官から皇太后宮職の女官となった。
大正末期、当時の皇太子裕仁親王（昭和天皇）は女官制度の改革を進めた。典侍・権典侍などを廃して女官長を頂点とする東宮職女官制は、裕仁親王が天皇に即位し、そのまま皇后宮職の女官制へと移行した。これによって典侍などの職制は、貞明皇后の皇太后宮職にのみ存続された。また、女官が未婚女性で構成され宮中に居住する御局制度も、皇太后の青山御所でのみ存続していた。昭和27年1月1日、皇太后宮職の残務処理はすべて完了し、律令制度からの名残りを保っていた女官制もここで停廃された。